# يان فرازير
يان فرازير (25 أغسطس 1902 في المملكة المتحدة - 2 فبراير 1990 في المملكة المتحدة) (بالإنجليزية: Ian Fraser)‏ هو لاعب كريكت نيوزلندي.

## وصلات خارجية
- يان فرازير على موقع إي آس بي آن كريك إنفو (الإنجليزية)